# Emil Kreller (Politiker)
Franz Gustav Emil Kreller (* 30. September 1811 in Hainichen; † 3. März 1882) war ein deutscher Rittergutsbesitzer und konservativer Politiker.

## Leben und Wirken
Kreller erhielt seine Schulbildung auf der örtlichen Volksschule und durch einen Hauslehrer. Anschließend besuchte er das Volzmannsche Institut in Dresden und zwei Jahre lang die landwirtschaftliche Akademie Tharandt. Er erwarb sich mehrere Jahre Praxiserfahrung im In- und Ausland. Von 1842 bis 1877 war er Rittergutsbesitzer auf Unterweischlitz, zu dem 190 Hektar Grundbesitz gehörten. Zur Vorbereitung eines neuen Grundsteuersystems war er vier Jahre lang als Spezial-Abschätzungskommissar tätig.  Ab 1875 war er Rentier.
Mehrfach gehörte Kreller der II. Kammer des Sächsischen Landtags an. Auf den Landtagen 1848 und 1850/51 war er Abgeordneter der Rittergutsbesitzer des Vogtländischen Kreises. Anschließend war er von 1854 bis 1869 stellvertretender Abgeordneter dieser Gruppe. Von 1869 bis zu seinem Tod vertrat er dann den 44. Wahlkreis. Er gehörte der konservativen Fraktion an.